# Dieléctrico de puerta

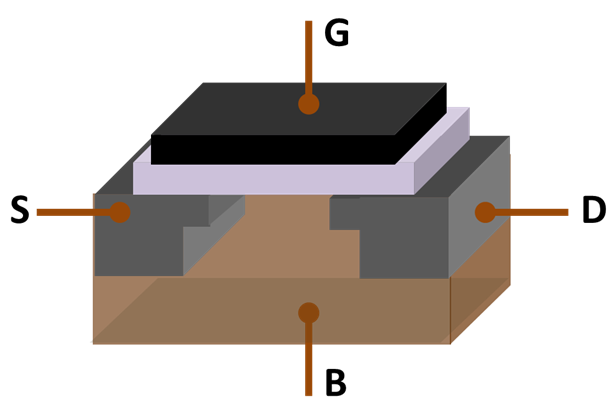
MOSFET mostrando sus terminales; puerta (gate,G), cuerpo (body,B), fuente (source,S) y drenador (drain,D) terminales. La puerta está separada del cuerpo por una capa de aislante eléctrico (blanco).

El óxido de puerta es la capa dieléctrica que separa el terminal de puerta de un MOSFET (transistor semiconductor de óxido metálico de efecto de campo) de los terminales de fuente y drenaje subyacentes, así como el canal conductor que conecta la fuente y el drenaje cuando el transistor está encendido. El óxido de puerta se forma por oxidación térmica del silicio del canal para formar una fina capa aislante (5 - 200 nm) de dióxido de silicio. La capa aislante de dióxido de silicio se forma mediante un proceso de oxidación autolimitada, que se describe mediante el modelo Deal-Grove. Posteriormente, se deposita un material de puerta conductor sobre el óxido de puerta para formar el transistor. El óxido de puerta actúa como capa dieléctrica, de modo que la puerta puede soportar un campo eléctrico transversal de 1 a 5 MV/cm para modular fuertemente la conductancia del canal.
Por encima del óxido de puerta hay una fina capa de electrodo formada por un conductor que puede ser aluminio, silicio altamente dopado, un metal refractario como el wolframio, un siliciuro (TiSi, MoSi2, TaSi o WSi2) o un sándwich de estas capas. Este electrodo de puerta suele denominarse "metal de puerta" o "conductor de puerta". La anchura geométrica del electrodo conductor de puerta (la dirección transversal al flujo de corriente) se denomina anchura física de puerta. La anchura física de la puerta puede ser ligeramente diferente de la anchura del canal eléctrico utilizado para modelar el transistor, ya que los campos eléctricos marginales pueden ejercer una influencia sobre los conductores que no están inmediatamente debajo de la puerta.
Las propiedades eléctricas del óxido de la puerta son críticas para la formación de la región del canal conductor bajo la puerta. En los dispositivos de tipo NMOS, la zona situada bajo el óxido de la puerta es una fina capa de inversión de tipo n en la superficie del sustrato semiconductor de tipo p. Se induce mediante el óxido de puerta. Es inducida por el campo eléctrico del óxido de la tensión de puerta VG aplicada. Esto se conoce como canal de inversión. Es el canal de conducción que permite que los electrones fluyan de la fuente al drenaje.
El sobreesfuerzo de la capa de óxido de la puerta, un modo de fallo común de los dispositivos MOS, puede provocar la rotura de la puerta o una corriente de fuga inducida por el esfuerzo.
Durante la fabricación mediante grabado con iones reactivos, el óxido de la puerta puede dañarse por el efecto antena.

## Historia
El primer MOSFET (transistor semiconductor de óxido metálico o transistor MOS) fue inventado por el ingeniero egipcio Mohamed Atalla y el ingeniero coreano Dawon Kahng en los laboratorios Bell en 1959.  En 1960, Atalla y Kahng fabricaron el primer MOSFET con un grosor de óxido de puerta de 100 nm y una longitud de puerta de 20 µm.En 1987, Bijan Davari dirigió un equipo de investigación de IBM que demostró el primer MOSFET con un grosor de óxido de puerta de 10 nm, utilizando tecnología de puerta de tungsteno.